# Бронаха
Бронаха — святая дева из Глен-Сейхис. День памяти — 2 апреля.
Святая Бронаха (Bronach, Bronacha), или Бромана (Bromana), или Бронанна (Bronanna) известна из мартирологов Таллахта и Донегала. Глен Сейхис (Glen-Seichis), в честь неё нынче называемый Килброни (Kilbroney), или Килбронах (Kilbronach), находится в графстве Даун, что в Ирландии, неподалёку от Ростревора (Rostrevor). Колокол св. Бронахи известен из ирландской легенды о загадочном, невидимом колоколе, что звонит на церковном дворе в Килброни.
В 1885 году буря повалила старый дуб возле Килброни, и в его ветвях был найден колокол VI века. На протяжении многих лет местные жители слышали звон колокола и говорили о его сверхъестественном происхождении. Во время Реформации колокол был спрятан, дабы предотвратить его поругание или уничтожение. Со временем язык колокола был изношен, так что он перестал звонить, и осталось только предание. Колокол и Бронахский крест можно найти в приходской церкви Ростревора.